# Nanggewer (Sukahaji)
Nanggewer is een bestuurslaag in het regentschap Majalengka van de provincie West-Java, Indonesië. Nanggewer telt 1613 inwoners (volkstelling 2010).